# Pawliwka (obwód żytomierski)
Pawliwka (ukr. Павлівка, hist. pol. Pawłówka) – wieś na Ukrainie, w obwodzie żytomierskim, w rejonie żytomierskim, w hromadzie Kurne. W 2001 liczyła 342 mieszkańców, spośród których 336 wskazało jako ojczysty język ukraiński, 4 rosyjski, a 2 białoruski.